# گریسی گوسوامی
گریسی گوسوامی بازیگر هندی است که بیشتر در فیلم‌ها و تلویزیون هندی فعالیت می‌کند. او اولین کار بازیگری خود را در سال ۲۰۱۴ با بازی در نقش پینکی پاتیل در نمایش تلویزیونی بندان (Bandhan) انجام داد. گوسوامی بیشتر به خاطر ایفای نقش ناندینی شکهار در سریال بالیکا وادو (Balika Vadhu) و امریت ساهانی در چرا دلت رو آنجا گذاشتی؟ (به هندی: Kyun Utthe Dil Chhod Aaye) معروف است.
او اولین فعالیت بازیگری خود در فیلم را در سال ۲۰۱۷ با حضور در بیگم جان شروع کرد و در سال ۲۰۲۱ در مجموعه اینترنتی امپراطوری نقش شاهدخت خانزاده بیگم جوان را بازی کرد.

## فیلم شناسی
فیلم
- تمام فیلمها هندی هستند مگر اینکه خلاف آن ذکر شده باشد.

| سال  | نام فیلم        | نقش             | نکات | مرجع. |
| ---- | --------------- | --------------- | ---- | ----- |
| ۲۰۱۷ | بیگم جان        | لادی            |      |       |
| ۲۰۱۹ | کماندو ۳        | دانش آموز مدرسه |      | [ ۳ ] |
| ۲۰۲۰ | سیلی            | سانیا           |      |       |
| ۲۰۲۱ | مستأجر          | آپارنا          |      |       |
| ۲۰۲۱ | دختر            | دختر کوچک       |      |       |
| ۲۰۲۳ | آموزشگاه موسیقی |                 |      |       |